# Mpal
Mpal (ou M'Pal) est une localité et une commune du nord du Sénégal, à 230 km de Dakar la capitale, à 33 km de la ville de Saint-Louis.

## Histoire
Dès 1884 la section de chemin de fer Dakar-Mpal était achevée.
Créé en 1995, le CEM (Collège d'enseignement moyen) de Mpal porte le nom du marabout Seydil Hadj Rawane Ngom, une grande figure religieuse locale.

## Administration

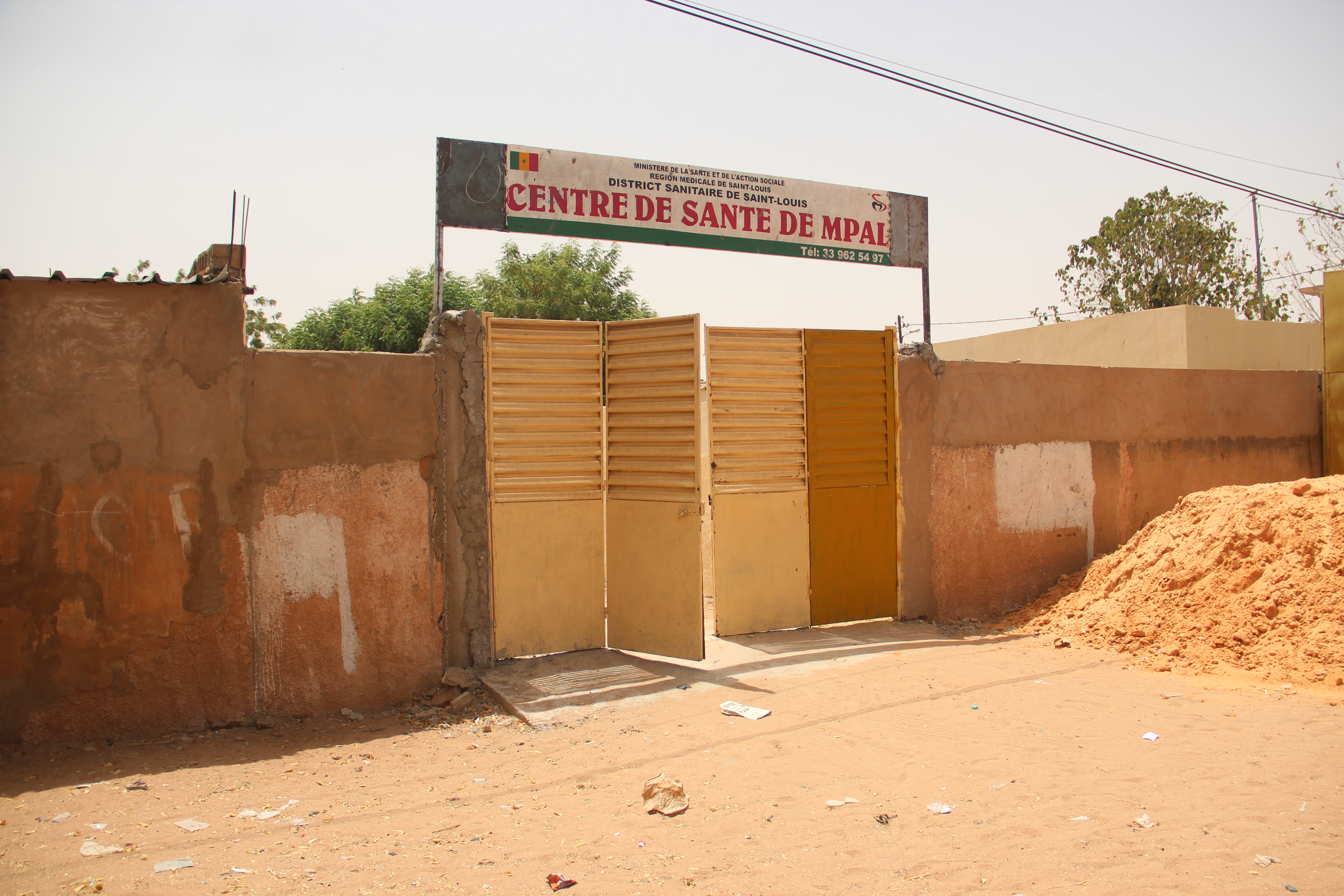
Centre de santé de Mpal.

La commune de Mpal fait partie de l'arrondissement de Rao, dans le département de Saint-Louis (région de Saint-Louis).
Le village a été érigé en commune en juillet 2008.

## Géographie

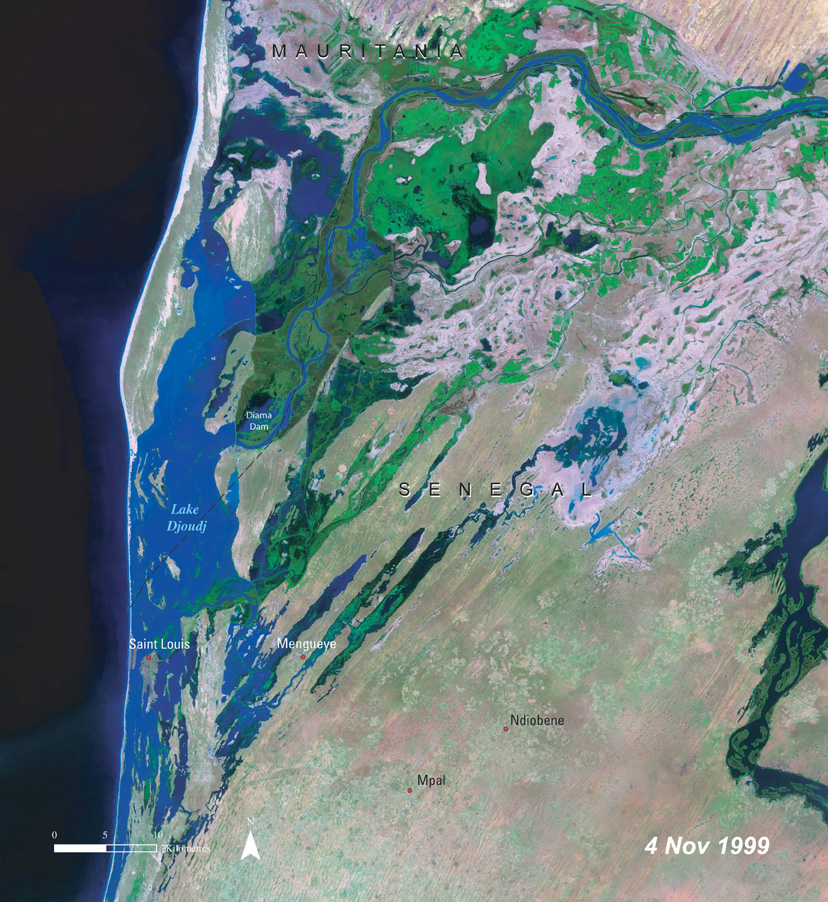
Mpal sur une photo satellite de la NASA de 1999 (dans la partie inférieure de l'image, au centre)

Les localités les plus proches sont Mbakhas, Birane Gaye, Mbirane Gaye, Begaye Samb, Tal Diop, Mbaye Mbaye et Ndabe Tal.

### Physique géologique
Le village se trouve à proximité de la Forêt classée de Mpal.

### Activités économiques
Bien que la ligne de chemin de fer Dakar-Saint-Louis ne transporte plus de voyageurs, Mpal se trouve néanmoins près d'un axe routier, la route nationale N2.